# Clavet
Clavet is een plaats (village) in de Canadese provincie Saskatchewan en telt 345 inwoners (2006).